# Cârjiți
Cârjiți – wieś w Rumunii, w okręgu Hunedoara, w gminie Cârjiți. W 2011 roku liczyła 129 mieszkańców.